# Britten (volk)
Britten zijn een Europese bevolkingsgroep afkomstig uit het Verenigd Koninkrijk, het eiland Man, de Kanaaleilanden en de Britse overzeese gebieden. Britten zijn grofweg onder te verdelen in vier andere bevolkingsgroepen: Engelsen, Noord-Ieren, Schotten en Welshmen.

Geschatte aantal Britse burgers in het buitenland per jaar, 2006

De Britse nationaliteitswet regelt wie Brits staatsburger zijn. Het staatsburgerschap kan bijvoorbeeld verkregen worden door afstamming van personen die al staatsburger zijn. In historische context kan "Brits" betrekking hebben op de Keltische Britten, de oorspronkelijke bewoners van Groot-Brittannië en Bretagne, waarvan de huidige afstammelingen bestaan uit Welsh, Cornish, en Bretons. Het kan ook betrekking hebben op de burgers van het voormalige Britse Rijk.
Hoewel vroege uitlatingen van "Brits-zijn" dateren uit de late middeleeuwen, de totstandkoming van het Koninkrijk Groot-Brittannië in 1707 stimuleerde een nationaal Brits identiteitsgevoel. Het Brits-zijn werd gevormd tijdens de Napoleontische oorlogen tussen Brittannië en het Eerste Franse Keizerrijk, en ontwikkelde zich verder tijdens het Victoriaanse tijdperk. De complexe geschiedenis van de vorming van het Verenigd Koninkrijk schiep een gevoel van nationaliteit en "erbij horen" in Groot-Brittannië en Ierland. Brits-zijn ging de oudere identiteiten Engels, Schots, Welsh en Iers overkoepelen, al werken de onderscheiden kenmerken van die identiteiten de notie van een homogene Britse identiteit tegen. Wegens eeuwenlang onderscheid is de Britse identiteit in Noord-Ierland controversieel, al wordt er met overtuiging aan vastgehouden door de Unionisten.
Moderne Britten zijn afstammelingen van met name de verschillende etnische groepen die zich meestal al voor de 11e eeuw op de Britse Eilanden vestigden: Prehistorische volken, Romeinen, Angelsaksen, Noren (Vikingen) en Normandiërs (van oorsprong ook Noren). De voortgaande politieke unificatie van de Britse Eilanden bevorderde migratie, culturele en linguïstische vermenging en huwelijken tussen de volken in Engeland, Schotland en Wales vanaf de late middeleeuwen. Vanaf de 20e eeuw, maar ook daarvoor al, vond immigratie plaats vanuit de Ierse Republiek, het Britse Gemenebest, en het vasteland van Europa. Deze immigranten en hun nakomelingen zijn doorgaans Brits staatsburger, een aantal hebben een dubbele identiteit.
De Britse samenleving is een diverse, multinationale, multiculturele en meertalige; met sterke regionale kleuren. De sociale structuur is sinds de 19e eeuw sterk veranderd, met een verminderde naleving van religieuze uitgangspunten, vergroting van de middenklasse en toename van etnische groepen na 1950. De bevolking van het Verenigd Koninkrijk bedraagt ongeveer 66 miljoen, met een diaspora van 140 miljoen, vooral in de Verenigde Staten, Australië, Canada en Nieuw-Zeeland.